# Fiodor Siemionow
Fiodor Kiriłłowicz Siemionow (ros. Фёдор Кириллович Семёнов, ur. 26 grudnia 1904 we wsi Jelizawietinsk w guberni tomskiej, zm. 14 marca 1980 w Asbieście) – radziecki działacz partyjny i państwowy.

## Życiorys
W latach 1922–1924 uczył się w technikum łączności w Tomsku, od października 1924 do listopada 1926 pracował jako technik-nadzorca telegrafu w Omsku, od listopada 1926 do listopada 1929 służył w Armii Czerwonej, był kursantem wojskowej szkoły łączności w Tomsku. Od 1929 należał do WKP(b), po zwolnieniu z wojska pracował jako kino-radiotechnik, kino-radioinstruktor, kultur-propagandzista i sekretarz komitetu węzła, od października 1931 do lipca 1931 był pracownikiem trustu "Uralasbiest". Od lipca 1933 do maja 1935 studiował w Swierdłowskim Instytucie Marksa-Engelsa-Lenina, 1935 był słuchaczem kursów historyków-marksistów przy KC WKP(b), potem kierownikiem gabinetu partyjnego rejonowego komitetu WKP(b) w obwodzie swierdłowskim, a od lipca 1937 do kwietnia 1938 I sekretarzem Asbiestowskiego Komitetu Rejonowego WKP(b) w obwodzie swierdłowskim. Od 28 kwietnia do 23 listopada 1938 był p.o. przewodniczącego Komitetu Wykonawczego Swierdłowskiej Rady Obwodowej, od 3 października 1938 do lipca 1939 przewodniczącym Komitetu Organizacyjnego Prezydium Rady Najwyższej RFSRR na obwód permski, od lipca 1939 do lipca 1940 słuchaczem Wyższej Szkoły Partyjnych Organizatorów przy KC WKP(b), a od lipca 1940 do czerwca 1941 kierownikiem Wydziału Organizacyjno-Instruktorskiego Komitetu Obwodowego Komunistycznej Partii (bolszewików) Białorusi w Białymstoku.
Od czerwca do października 1941 był komisarzem 130 Pułku NKWD, od października 1941 do lutego 1942 komisarzem 185 Dywizji Piechoty Frontu Zachodniego, od lutego do listopada 1942 komisarzem Zarządu Sanitarnego Frontu Briańskiego, a od listopada 1942 do stycznia 1943 słuchaczem Specjalnych Wyższych Kursów Kadry Politycznej Armii Czerwonej. Od stycznia 1943 do września 1944 był szefem Wydziału Politycznego 7 Korpusu Piechoty Gwardii Frontu Zachodniego, od września 1944 do 1945 szefem Zarządu Politycznego 3 Frontu Białoruskiego, od 1945 do września 1946 szefem Zarządu Politycznego Woroneskiego Okręgu Wojskowego, od września 1946 do maja 1947 przebywał na leczeniu. Od maja 1947 do marca 1948 był zastępcą przewodniczącego Komitetu Wykonawczego Tulskiej Rady Obwodowej, od marca 1948 do marca 1949 dyrektorem zakładu remontu parowozów w obwodzie tambowskim, od marca 1949 do kwietnia 1951 szefem Zarządu Budowlano-Montażowego nr 3 trustu "Asbieststroj", zastępcą dyrektora Oktiabrskiej Kopalni Trustu "Asbiestruda" i zastępcą dyrektora Pierwomajskiego Zarządu Kopalni. Od kwietnia 1951 do lutego 1960 był instruktorem Wydziału Propagandy i Agitacji, nieetatowym lektorem, konsultantem gabinetu partyjnego i lektorem Komitetu Miejskiego WKP(b)/KPZR w Asbieście, a od lutego 1960 do lipca 1967 naczelnikiem rejonu mieszkaniowego nr 3 Zarządu Mieszkań Komunalnych trustu "Sojuzasbiest", w lipcu 1967 przeszedł na emeryturę.

## Odznaczenia
- Order Czerwonego Sztandaru (1943)
- Order Wojny Ojczyźnianej I klasy (1943)
- Order Czerwonej Gwiazdy (1942)